# 鴨脷洲洪聖廟

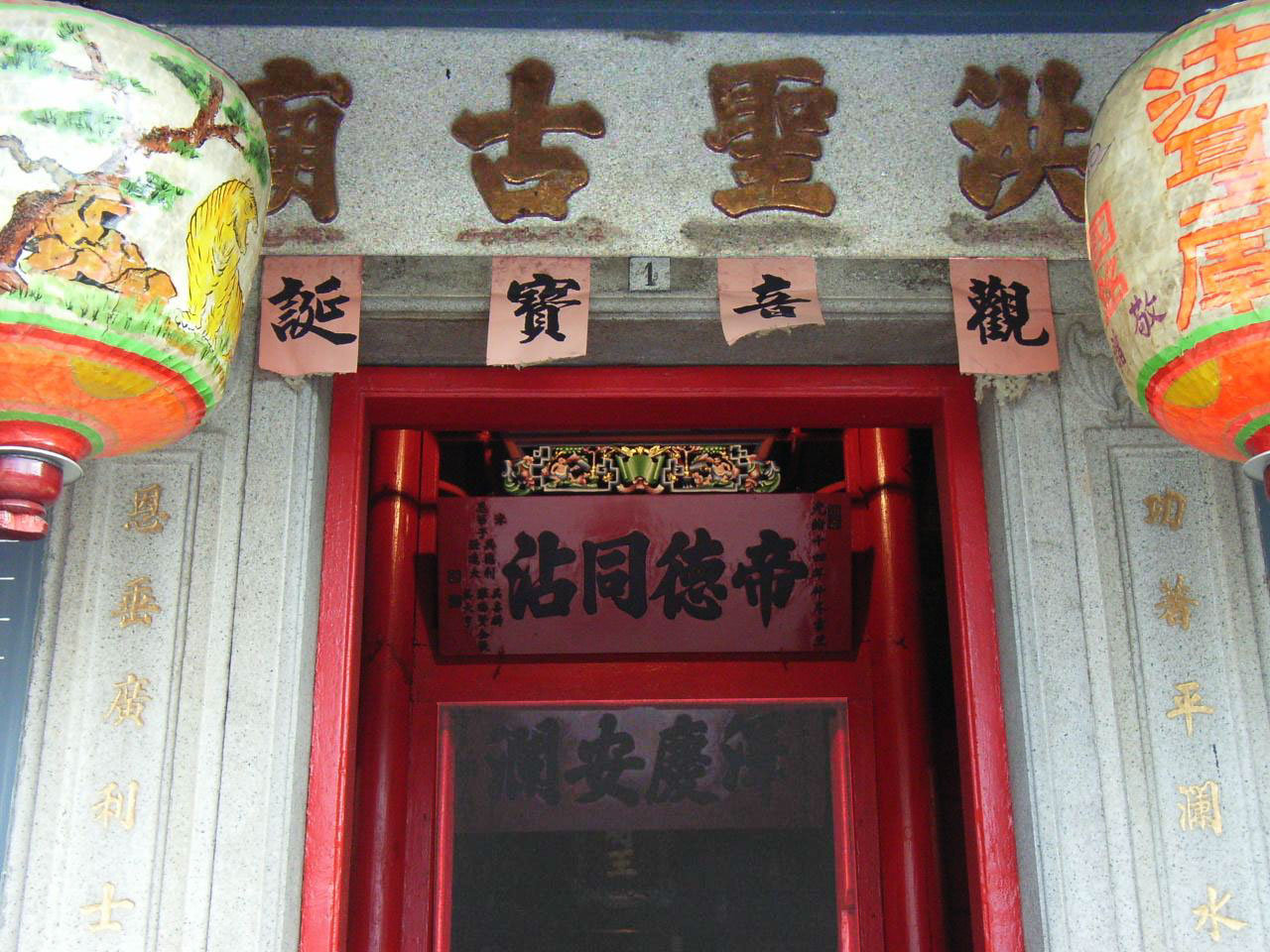
鴨脷洲洪聖廟正門

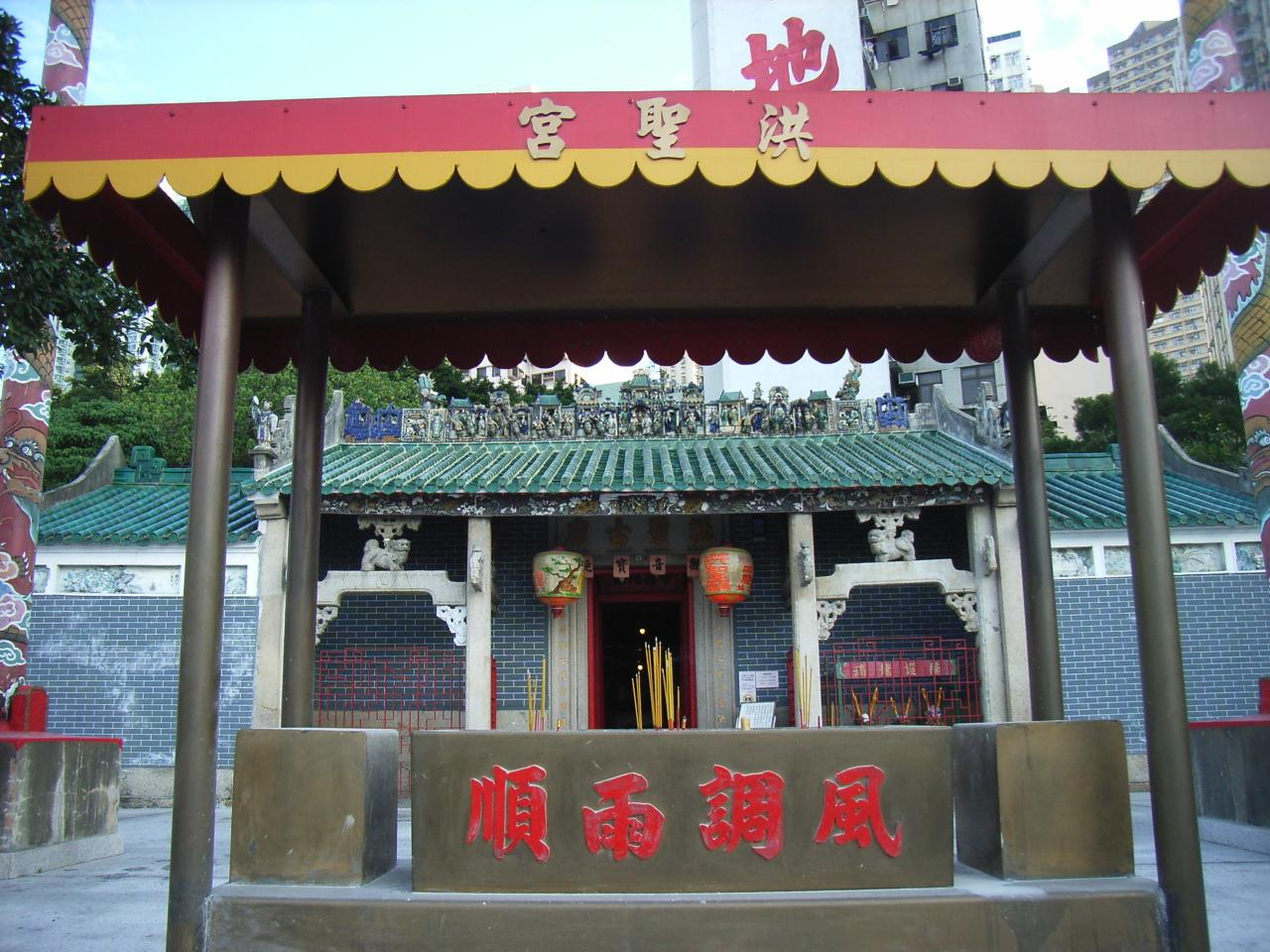
鴨脷洲洪聖廟前地

鴨脷洲洪聖廟是香港一所洪聖廟，位於香港島南部的鴨脷洲洪聖街9號，鄰近鴨脷洲市政大廈及鴨脷洲海濱長廊，現已被列為香港法定古蹟。現由華人廟宇委員會管理。

## 歷史
鴨脷洲洪聖廟於清朝乾隆38年（1773年）由當地漁民集資建成，為南區現存歷史最悠久的建築物。廟宇先後有多次重修。

## 建築
鴨脷洲洪聖廟屬於2進3間式設計，而前殿與正殿之間的天井，被加建了亭蓋。另外廟前豎立了兩支刻有龍紋圖案的木柱，街坊們都稱它為龍柱，是用作擋煞。

## 外面連結
- 鴨脷洲洪聖廟 （页面存档备份，存于）
- 三古廟同列法定古蹟-東方日報 （页面存档备份，存于）